# 原碳酸四甲酯
原碳酸四甲酯是一种有机化合物，是假想化合物原碳酸 C(OH)4的四甲酯。

## 制备
从四氯甲烷制备不会产生原碳酸四甲酯。原本原碳酸四甲酯的制备方法是以三氯硝基甲烷为前体制备的：
由于三氯硝基甲烷令人不快的特性，其他四取代的反应性甲烷衍生物被研究作为原碳酸四甲酯的起始材料。举个例子，全氯甲硫醇（它用于化学武器，可容易地通过二硫化碳和氯反应而成）作为前体：
问题较少的制备方法开始于三氯乙腈，产率可达 70%：
文献中描述了进一步的制备方法。

## 性质
四甲氧基甲烷是清澈、有芳香气味、低粘度的液体，不形成过氧化物。

## 用处
除了用作溶剂，原碳酸四甲酯还可用作质子交换膜燃料电池的燃料，在高温（180-200 °C）下作为烷基化试剂，)以及酯交换试剂（但反应性低于原甲酸三甲酯）。它也是制备苯并-2-氨基-1,3-𫫇唑的试剂，后者是抗精神病药、镇静剂、止吐剂、肌肉松弛剂、杀真菌剂等等的分子结构单元。